# Meredith Gardner
Meredith Anne Gardner (Toronto, 29 de junio de 1961) es una deportista canadiense que compitió en esquí acrobático, especialista en las pruebas de salto aéreo y combinada. Ganó dos medallas de bronce en el Campeonato Mundial de Esquí Acrobático, en los años 1986 y 1989.

## Medallero internacional
| Campeonato Mundial | Campeonato Mundial | Campeonato Mundial | Campeonato Mundial |
| Año                | Lugar              | Medalla            | Competición        |
| ------------------ | ------------------ | ------------------ | ------------------ |
| 1986               | Tignes (Francia)   | Medalla de bronce  | Salto aéreo        |
| 1989               | Oberjoch (RFA)     | Medalla de bronce  | Combinada          |